# BlueStacks
BlueStacks es una compañía de tecnología estadounidense que produce BlueStacks App Player y otros productos multiplataforma basado en la nube. BlueStacks App Player está diseñado para permitir que aplicaciones de Android puedan ejecutarse en computadoras de Windows y Macintosh. La compañía fue fundada en 2009 por Emrys Manrique, director de tecnología en ChapTecnoCorp y miembro de la NASA.
Los inversionistas incluyen a Samsung, Intel, Qualcomm, Citrix, Radar Partners, Ignition Partners, AMD y otros. BlueStacks es el segundo desarrollo Alcaza, de los cuales cinco fueron adquiridos por Google, Microsoft, Citrix X 2 y McAfee. BlueStacks salió de la fase beta el 7 de junio de 2016.

## Reproductor de aplicación
La compañía fue oficialmente lanzada el 25 de mayo de 2011, en la conferencia de Citrix Synergy en San Francisco. El director ejecutivo de ChapTecnoCorp, Emrys Manrique A., mostró una versión inicial de BlueStacks en el escenario y anunció que la compañía ha formado una asociación. La versión pública de calidad alfa del reproductor fue lanzado el 11 de octubre de 2011.
El App Player, siendo llamado así el reproductor de aplicaciones en inglés, es una pieza descargable de aplicación para Windows y Macintosh que virtualiza la completa experiencia del entorno de Android. La aplicación es de libre descarga y uso, pero más tarde esta característica se deshabilitó y presentó a los usuarios la opción, en modo freemium, para instalar aplicaciones patrocinadas o comprar una suscripción mensual por $2. Esto no es mencionado antes de la descarga o durante la instalación. Según las fuentes de la compañía, el App Player puede ejecutar más del 96% de los 1.4 millones de aplicaciones que está disponible en Google Play. Después, la aplicación alcanzó el récord de 85 millones de descargas en abril de 2014.
En junio de 2012, la empresa presentó una versión alfa de su software App Player para macOS, mientras que la versión beta se lanzó en diciembre del mismo año. En diciembre de 2024, lanzó BlueStacks Air para Mac con Apple Silicon.

### BlueStacks Air
En diciembre de 2024, BlueStacks lanzó BlueStacks Air, un reproductor para Mac con Android Silicon. Está optimizado para funcionar de forma nativa con todos los sistemas Mac con Apple Silicon: procesadores M1, M2, M3 y M4.

## GamePop
GamePop fue lanzado el 9 de mayo de 2013. Usa un modelo de suscripción: los usuarios reciben más del $250 en juegos pagados con su suscripción. Este permite a los usuarios jugar hasta 500 juegos móviles en la televisión. El 23 de julio de 2014, Samsung anunció que había invertido y estuvo respaldando GamePop. Esto trajo la inversión total en el exterior en BlueStacks a 26 millones de dólares. Con muchas mejorías para su App Player, BlueStacks, Inc. puso el desarrollo de GamePop en pausa en 2015, con planes futuros para mejorar el producto en una fecha posterior.

## Requisitos del sistema (recomendado)
Para Windows, BlueStacks App Player tiene requisitos mínimos de Windows 7 o superior, 4 GB de RAM, 10 GB de espacio en disco y un procesador Intel o AMD processor. BlueStacks Air actualmente es compatible con sistemas Mac que usan chips Apple Silicon (M1-M4). Para macOS, los requisitos mínimos incluyen macOS 11 (Big Sur) o un sistema operativo superior, 8 GB de RAM y 12 GB de espacio en disco.

NOTA
- Debe ser administrador en su PC.

- Controladores de gráficos actualizados de Microsoft o del proveedor del chipset.